# Río Chota (vattendrag i Ecuador)
Río Chota är ett vattendrag i Ecuador. Det ligger i den norra delen av landet, 90 km nordost om huvudstaden Quito.